# Mount Pleasant (Utah)
Mount Pleasant è un comune degli Stati Uniti d'America, nella contea di Sanpete nello Stato dello Utah.